# Walter Kolbenhoff
Walter Kolbenhoff (eigentlich Walter Hoffmann, * 20. Mai 1908 in Berlin; † 29. Januar 1993 in Germering) war ein deutscher Schriftsteller, Journalist und Rundfunkredakteur.

## Leben
Der aus einer Arbeiterfamilie stammende Kolbenhoff absolvierte eine Lehre als Chemigraph und zog nach der Gesellenprüfung 1926 mehrere Jahre als Gelegenheitsarbeiter durch Europa, Nordafrika und Kleinasien. 1929 trat er in die KPD ein, war freier Mitarbeiter der Roten Fahne, schrieb seit 1930 Reportagen für den Vorwärts und andere Berliner Zeitungen und Zeitschriften. 1933 emigrierte er nach Kopenhagen, wo sein Roman Untermenschen (1933) entstand, den er auf Drängen seines Freundes Wilhelm Reich herausgeben ließ. Der in Bezug auf die Weltrevolution defätistische Ton des Romans führte zum Ausschluss aus der KPD. Trotz dieses Ausschlusses folgte Kolbenhoff deren Aufruf, nach Deutschland zurückzukehren, wurde 1942 Wehrmachtssoldat und geriet 1944 bei Monte Cassino in amerikanische Kriegsgefangenschaft.
Kolbenhoff verbrachte die folgenden zwei Jahre in Internierungslagern in den USA, wo er Alfred Andersch und Hans Werner Richter kennenlernte. Er wurde Mitarbeiter bei deren Lagerzeitschrift Der Ruf: Zeitung der deutschen Kriegsgefangenen in USA. Nach seiner Rückkehr nach Deutschland war er bis 1949 Redakteur der Neuen Zeitung in München, 1947 beendete er seinen Roman Von unserm Fleisch und Blut. Das Manuskript hatte bereits 1946 einen vom schwedischen Bermann-Fischer Verlag gestifteten Preis in Höhe von 3.000 RM gewonnen. Er war ständiger Mitarbeiter der von Andersch und Richter neu gegründeten Zeitschrift Der Ruf – unabhängige Blätter der jungen Generation und engagierte sich unter anderem für den Aufbau eines demokratisch-sozialistischen Deutschlands. Als die Zeitschrift vorübergehend verboten wurde, gehörte er zu den Autoren, die Hans Werner Richter im September 1947 zur Gründung einer Nachfolgezeitschrift unter dem Titel Der Skorpion um sich versammelte. Aus deren Gründungstreffen entwickelte sich die Gruppe 47, an deren regelmäßigen Versammlungen Kolbenhoff in der Folge teilnahm. Beim Gründungstreffen war auch seine Frau, die Journalistin und Übersetzerin Isolde Kolbenhoff (* 1922) dabei.
Seit 1949 war Kolbenhoff als freier Schriftsteller, Lektor und Übersetzer aus dem Dänischen und Englischen tätig. 1984 erschien seine Autobiographie Schellingstraße 48 – Erfahrungen mit Deutschland.
Sein Grab liegt auf dem Friedhof St. Martin in Germering.

## Werke
- 1930 Der Hinterhof (Roman)
- 1933 Untermenschen (Roman)
- 1936 Moderne Balladen (Gedichtband)
- 1947 Von unserem Fleisch und Blut (Roman)
- 1949 Heimkehr in die Fremde (Roman)
- 1960 Die Kopfjäger (Roman)
- 1970 Das Wochenende (Roman)
- 1984 Schellingstraße 48 (Autobiographisches)
- 1988 Bilder aus einem Panoptikum. Grotesken und Geschichten. (Kurzgeschichten)

## Auszeichnungen
- 1953 Hörspiel-Förderpreis des BR
- 1983 Kulturpreis der Stadt Germering (seit 1995 Walter-Kolbenhoff-Preis)
- 1985 Tukan-Preis
- 1990 Günter-Eich-Preis